# Peugeot 308
Peugeot 308 — компактный автомобиль французской компании Peugeot, входящей в концерн PSA Peugeot Citroën. Начало выпуска — июнь 2007 года. В модельном ряду заменил Peugeot 307. С 2013 года выпускается второе поколение автомобиля. С 2021 года выпускается третье поколение автомобиля
Автомобиль Peugeot 308 стал третьей моделью концерна PSA, построенной на общей модульной платформе, созданной в 2001 году и спроектированной концерном специально под требования рыночного сегмента C.

## Первое поколение
По сравнению со своим предшественником — Peugeot 307 — новая машина стала немного шире, при той же колее, и немного ниже, что привело к увеличению внутреннего объёма. Передняя часть автомобиля была несколько переработана, чтобы обеспечить соответствие более жёстким требованиям EuroNCAP. Также изменилась и силовая структура кузова, в которой увеличилось число элементов из высокопрочных сталей, при этом жёсткость кузова на скручивание увеличилась на 25 %. Это позволило исключить верхнюю панель крыши из общей силовой схемы кузова, и установить вместо неё панорамную стеклянную крышу. Кроме того, расширилась линейка дизельных двигателей и коробок передач, а также полностью обновлена линейка бензиновых двигателей.
Изменения коснулись и салона, в частности, улучшено его базовое оснащение и качество используемых материалов, увеличено число подушек безопасности до шести.
На российском рынке доступен 5-дверный хетчбэк и 2-дверное купе-кабриолет.

### Бензиновые моторы
С самого начала выпуска 308, первый среди всех машин концерна PSA, получил очередное поколение принципиально новых по конструкции четырёхцилиндровых моторов, разработанных концерном для дальнейшего использования на всех своих машинах сегментов B, C, D: мотор типа VTi с многоточечным впрыском и бездроссельным впуском, и мотор типа THP с прямым впрыском и турбонаддувом.
В 2010 году, по результатам трёх лет производства и эксплуатации, оба мотора были незначительно модернизированы. Модернизация коснулась отдельных элементов мотора без серьёзного вмешательства в общую конструкцию. Также были скорректированы прошивки управления. Одновременно с модернизацией концерном PSA был выпущен третий мотор — THP 200 л. с., сочетающий в себе особенности мотора VTi с особенностями мотора THP.
Все три мотора собраны на общем алюминиевом блоке цилиндров, с цепным приводом 16-ти клапанного двухвального ГРМ и гидрокомпенсаторами в приводе клапанов. Уравновешивающие валы отсутствуют. В системе охлаждения моторов применены водяной насос переменной производительности и электронно-управляемый термостат. Конструктивные отличия трёх моторов — в устройстве ГРМ, системы питания и управления.

#### Мотор VTi
Применена традиционная система питания — многоточечный впрыск. В газораспределительном механизме реализована возможность комплексного управления фазами впуска и выпуска по таким параметрам, как высота подъёма впускных клапанов, ширина фазы впуска, сдвиг фаз впуска и выпуска. Сдвиг фаз осуществляется гидравлическими фазовозвращателями, находящимися на впускном и выпускном распредвалах и работающими независимо друг от друга.
Управление тягой осуществляется изменением высоты подъёма впускных клапанов с одновременным изменением ширины фазы впуска, посредством особого кулачкового вала, воздействующего на впускные клапана через систему толкателей. Это позволяет мотору работать на подавляющем большинстве рабочих режимов без участия дроссельной заслонки, которая при этом находится в постоянно полностью открытом положении. На момент выхода на рынок мотор соответствовал экологическому классу Евро-4.
Выпускается и устанавливается на 308 в двух вариантах рабочего объёма — 1,4 и 1,6 литра. Оба варианта конструктивно идентичны и различаются лишь высотой блока цилиндров. Варианты исполнения 1.4VTi:
- индекс EP3 — в версии 2007 г. — 95 л. с., комплектуется коробками передач: 5-МКП только.
- индекс EP3C — в версии 2010 г. — 98 л. с., комплектуется коробками передач: 5-МКП только.

Варианты исполнения 1.6VTi:
- индекс EP6 — в версии 2007 г. — 119,6 л. с., комплектуется коробками передач: 5-МКП, 4-АКП.
- индекс EP6C — в версии 2010 г. — 120/125 л. с., комплектуется коробками передач: 5-МКП, 4-АКП.

#### Мотор THP
Система питания — прямой впрыск топлива (Direct Inject), турбонаддув (турбокомпрессор типа Twin Scroll). Присутствует электронасос подкачки топлива в бензобаке, и питающий общую топливную рампу единый механический ТНВД, расположенный на головке блока и приводимый впускным распредвалом.
В газораспределительном механизме применён гидравлический фазовозвращатель только на впускном распредвале. Высота подъёма клапанов и ширина фазы впуска не регулируется. Управление тягой осуществляется традиционной дроссельной заслонкой во впускном тракте.
Благодаря турбокомпрессору типа Twin Scroll потоки отработанных газов из двух последовательно работающих цилиндров не препятствуют друг другу в конце/начале такта выпуска, что ведёт к более эффективной очистке цилиндров и более эффективной работе турбокомпрессора. А прямой впрыск топлива позволяет работать на обеднённых смесях, что положительно сказывается на экономии топлива. На момент выхода на рынок мотор соответствовал экологическому классу Евро-4. Выпускается только в одном варианте объёма — 1,6 литра.
Варианты исполнения:
На 308 так или иначе устанавливались все возможные версии исполнения мотора по мощности от 140 до 175 л. с.
- индекс EP6DT — с базовым турбокомпрессором в версии 2007г — 140/150 л. с., комплектуется коробками передач: 6-МКП, 5-МКП, 4-АКП.
- индекс EP6CDT — с базовым турбокомпрессором в версии 2010г — 150/156/163 л. с., комплектуется коробками передач: 6-МКП, 6-АКП.
- индекс EP6DTM — с увеличенным турбокомпрессором в версии 2007г — 175 л. с., комплектуется коробками передач: 6-МКП только.

#### Мотор THP-200
Система питания — прямой впрыск топлива (Direct Inject), турбонаддув (турбокомпрессор типа Twin Scroll) по типу мотора THP. Газораспределительный механизм и управление тягой — по типу мотора VTi. По общему уровню конструкции и рабочих характеристик на 2010 год мотор был одним из наиболее совершенных агрегатов в своём классе в мире. На момент выхода на рынок соответствовал экологическому классу Евро-5.
Варианты исполнения:
- индекс EP6CDTX — в версии 2010г — 200 л. с., комплектуется коробками передач: 6-МКП только.

### Дизельные моторы
В процессе выпуска 308 комплектовался вторым и третьим поколением дизельных моторов HDi. Моторы HDi являются собственной разработкой концерна PSA для всех своих машин сегмента B и выше. Все моторы HDi объединяет общая концепция — впрыск Common Rail, турбонаддув. Каждое поколение было представлено на 308 двумя моторами из списка: 1.6 HDi и 2.0 HDi.
Оба мотора разных объёмов внутри каждого поколения практически не имеют общих деталей, но сравнимы по применённым инженерным решениям. Моторы разных поколений, но одного объёма построены на идентичном блоке цилиндров одинакового рабочего объёма и размеров, однако существенно различаются отдельными инженерными решениями, которые и определяют принадлежность мотора к каждому из поколений.
Второе поколение моторов HDi устанавливалась на 308 с начала выпуска модели и до конца 2010 года. Третье поколение моторов HDi устанавливалось с начала 2010 года и к началу 2011 полностью вытеснило предыдущее.

#### Мотор 1.6 HDi II
- Рабочий объём — 1560 см³.
- Степень сжатия — 17,5.

Алюминиевый блок цилиндров с кованным коленвалом. Алюминиевая головка блока. Шестнадцатиклапанный двухвальный ГРМ, с комбинированным приводом ремень-цепь и гидрокомпенсаторами в приводе клапанов. Уравновешивающие валы отсутствуют. Расположение турбокомпрессора — перед мотором по ходу движения машины.
Предлагался в двух версиях: базовой с турбокомпрессором изменяемой геометрии; упрощённой с турбокомпрессором фиксированной геометрии. Турбокомпрессоры Honeywell. Обе версии мотора имеют идентичную систему питания Bosch с форсунками электромагнитного типа с шестью отверстиями и рабочим давлением в системе 1750 бар. Также полностью идентичны остальные рабочие детали мотора, включая интеркулер, систему управления, выпускную систему.
Выпускная система — двухкомпонентный нейтрализатор и сажевый фильтр (в версии для стран с экологическими нормами Евро-4 и ниже сажевый фильтр может отсутствовать). Экологический класс — Евро-4. Потребительские отличия моторов — в мощности и планке крутящего момента. Варианты исполнения:
- 9HZ — 109 л. с. с сажевым фильтром;
- 9HY — 109 л. с. без сажевого фильтра;
- 9HV — 90 л. с. с сажевым фильтром;
- 9HX — 90 л. с. без сажевого фильтра.

#### Мотор 1.6 HDi III
- Рабочий объём — 1560 см³.
- Степень сжатия — 16,0.

Алюминиевый блок цилиндров с кованным коленвалом. Алюминиевая головка блока. Восьмиклапанный одновальный ГРМ, с приводом зубчатым ремнём и гидрокомпенсаторами в приводе клапанов. Уравновешивающие валы отсутствуют. Расположение турбокомпрессора — перед мотором по ходу движения машины.
Предлагался в двух версиях: базовой с турбокомпрессором изменяемой геометрии Honeywell; упрощённой с турбокомпрессором фиксированной геометрии Mitsubishi. Помимо турбокомпрессоров моторы отличаются системами питания: Continental с форсунками пьезоэлектрического типа с семью отверстиями и рабочим давлением в системе в 2000 бар; Bosch с форсунками электромагнитного типа с восемью отверстиями и давлением в системе в 1900 бар. В остальном моторы идентичны.
Выпускная система — двухкомпонентный нейтрализатор и сажевый фильтр (в версии для стран с экологическими нормами Евро-4 и ниже сажевый фильтр может отсутствовать). Экологический класс — Евро-5.
По сравнению с моторами предыдущего поколения с целью уменьшения выбросов окислов азота степень сжатия понижена до 16,0, применена система рециркуляции отработанных газов, увеличен диаметр камеры сгорания в поршне, уменьшены потери на впуске и понижен уровень турбулентности потоков воздуха.
В результате, несмотря на переход от шестнадцатиклапанной конструкции к более простой восьмиклапанной, на обеих версиях мотора была повышена мощность во всём диапазоне оборотов (со смещением максимальной мощности в зону более низких оборотов), уменьшен уровень шума.
Варианты исполнения
- Индекс DV6CTED4, модель 2009 года — 112 л. с. Комплектуется коробками передач: 5-МКП, 6-МКП, 6-РКП.
- Индекс DV6DTED4, модель 2009 года — 92 л. с. Комплектуется коробками передач: 5-МКП только.

#### Мотор 2.0 HDi II
- Рабочий объём — 1997 см³.
- Степень сжатия — 17,6.
- Давление наддува — 1,25-1,35 Бара.

Блок цилиндров — чугунный безгильзовый. Головка блока — алюминиевая. Впускной коллектор со сдвоенными каналами разной длины для каждого из пары впускных клапанов. Турбокомпрессор изменяемой геометрии Honeywell. Сажевый фильтр. Мотор имеет версию для стран с холодным климатом.
Мотор был разработан концерном PSA в 2002 году как очередное новое поколение дизельных моторов, для дальнейшего использования на машинах C и D сегментов и под экологический класс мотора Евро-4. Для концерна PSA это был первый шестнадцатиклапанный дизель с электронноуправляемым впрыском Common Rail и турбиной изменяемой геометрии.
С самого начала выпуска 308, на машину устанавливался мотор в изначальной версии 2003 года. На различных рынках мотор предлагался с мощностью 136—140 л. с.

В 2009 году мотор был модернизирован под более высокий экологический класс Евро-5. Технологической и конструктивной модернизации подверглись подавляющее большинство деталей мотора. Также были заменены все навесные агрегаты, включая турбокомпрессор. Мотор получил новые прошивки управления. Была увеличена максимальная мощность до 163 л. с., увеличена мощность на средних оборотах, понижен уровень шума. В 2010 году, одновременно с базовым, на рынок предложен мотор, дефорсированный до 150 л. с.
Варианты исполнения:
- Индекс DW10BTED4, модель 2003 года — 136/140 л. с. в зависимости от прошивки. Комплектуется коробками передач: 6-МКП, 6-АКП.

#### Мотор 2.0 HDi III
- Рабочий объём — 1997 см³.
- Степень сжатия — 16,0.

Блок цилиндров — чугунный безгильзовый. Головка блока — алюминиевая. Впускной коллектор со сдвоенными каналами разной длины для каждого из пары впускных клапанов. Турбокомпрессор изменяемой геометрии Honeywell. Сажевый фильтр.
Варианты исполнения:
- Индекс DW10CTED4, модель 2009 года — 163 л. с. Комплектуется коробками передач: 6-МКП, 6-АКП.
- Индекс DW10DTED4, модель 2010 года — 150 л. с. Комплектуется коробками передач: 6-МКП, 6-АКП.

### Коробки передач
- 5-ступенчатая механическая коробка собственная разработка концерна PSA. Устанавливалась ещё на модель 307.
- 6-ступенчатая механическая коробка разработана для PSA компанией Borg Warner, способна работать с моторами с крутящим моментом до 400 Н·м, отличается высокой надёжностью и чёткими короткими ходами рычага.
- 4-ступенчатая автоматическая коробка разработана концерном PSA в сотрудничестве с концерном Renault в 2001 году для бензиновых моторов объёмом до 2 литров. На Peugeot 308 применена третья (с 2007 года) и четвёртая (с 2011 года) модификация коробки.
- 6-ступенчатая автоматическая коробка разработана по заказу PSA японской компанией Aisin Warner в 2005 году.

Обе автоматические коробки конструктивно представляют собой гидромеханические автоматы безвального типа, на планетарных редукторах с гидротрансформатором. Обе коробки адаптивного типа (под стиль езды водителя), и также имеют систему ручного управления по типу Tiptronic®-Порше (смена передачи осуществляется продольным движением рычага по схеме впервые массово применённой на автомобилях Порше: при этом понижение передачи — толчком рычага в заднее нефиксируемое положение; а повышение передачи — толчком рычага в переднее нефиксируемое положение).
- 6-ступенчатая роботизированная коробка, тип EGS, разработана PSA самостоятельно в 2007 году в сотрудничестве с Borg Warner (валы и шестерни) и Magnetti Marelli (управляющая электроника).

Двухвальная коробка по типу механической на шестернях с синхронизаторами, с одним сцеплением и электрогидравлическими исполнительными механизмами. На машинах компакт-класса это единственная коробка среди всех роботов с одним сцеплением, разработанная с нуля: коробка не имеет донора агрегатов и механизмов среди остальных коробок, используемых PSA, а наоборот сама является донором для шестиступенчатых механических коробок. По сравнению с шестиступенчатой механической коробкой вес робота всего на 15 килограмм больше. На момент создания, возможно, являлась самой лёгкой серийной шестиступенчатой коробкой передач, работающей в режиме автомата. По уровню адаптивности под конкретные требования водителя в движении находится на уровне лучших автоматических коробок мира. Однако смена передач, ввиду наличия лишь одного сцепления, происходит с разрывом потока мощности, что сопровождается некоторым толчком. В силу конструкции — чрезвычайно надёжна, не склонна к перегреву и пробуксовкам. PSA заявляет, что при её создании был использован весь положительный опыт участия машин концерна в автоспорте: Peugeot — в чемпионате мира на выносливость, Ситроена — в чемпионате мира по ралли. Управление коробкой возможно и подрулевыми переключателями.

### Шасси
Переднеприводное, с поперечным расположением силового агрегата. Представляет собой наиболее простую и распространённую конструкцию: передняя подвеска — тип Макферсон, нижний Г-образный рычаг; задняя подвеска — скручиваемая балка, пружины. Несмотря на некоторую примитивность подвески, машина обладает вполне приемлемым уровнем комфорта, а управляемость может быть оценена как очень хорошая.
На машине может быть установлена ESP последнего поколения, адекватно борющаяся со сносом машины наружу поворота при превышении скорости и одновременно позволяющая проходить повороты с небольшим заносом.
Задняя балка подвески обеспечивает эффект подруливания на покрытиях с высоким коэффициентом сцепления. Эффект подруливания проявляется при торможении на дуге как затягивание машины вовнутрь поворота. При резком отпускании педали тормоза наблюдается обратный эффект — переход машины на больший радиус.)

### Безопасность
В качестве элементов активной безопасности на 308 серийно применены следующие системы:
- Антиблокировочная система тормозов (ABS) 8-го поколения.
- Электронного распределения тормозных сил (EBD). Четырёхконтурный регулятор давления в тормозной магистрали каждого колеса, в зависимости от статической и динамической продольной и поперечной нагрузок на колёса во время торможения. Позволяет тормозить в поворотах любого радиуса.
- Помощи при экстренном торможении (AFU). Усилитель давления в тормозной магистрали в случае необходимости экстренного торможения.

Опционально применены системы:
- Динамической стабилизации (ESP). 8-го поколения, имеет собственный процессор, датчик положения в пространстве и датчики поперечных и продольных ускорений. Умеет бороться как со сносом автомобиля наружу поворота, так и гасить амплитуду заноса.
- Противобуксовочная (ASR). Входит в предыдущую.
- Помощи при трогании на уклоне. Только на машинах с дизельным мотором 1.6HDi и роботизированной коробкой.

#### Пассивная
| Euro NCAP                                                      | Euro NCAP | Euro NCAP | Euro NCAP |
| -------------------------------------------------------------- | --------- | --------- | --------- |
| Рейтинги                                                       | Пассажир  |           | 35        |
| Рейтинги                                                       | Ребёнок   |           | 39        |
| Рейтинги                                                       | Пешеход   |           | 19        |
| Протестированная модель: Peugeot 308 1.6 diesel (5 дв.) (2007) |           |           |           |

| Euro NCAP                                                   | Euro NCAP | Euro NCAP | Euro NCAP |
| ----------------------------------------------------------- | --------- | --------- | --------- |
| Рейтинги                                                    | Пассажир  |           | 36        |
| Рейтинги                                                    | Ребёнок   |           | 34        |
| Рейтинги                                                    | Пешеход   |           | 12        |
| Протестированная модель: Peugeot 308 1.6 (кабриолет) (2008) |           |           |           |

### Рестайлинг
Обновление модели анонсировано Peugeot в мае 2011 года. Почти сразу же обновлённая версия была представлена на Женевском автосалоне. Фактически изменения коснулись лишь внешнего оформления передней части машины. Были изменены бампер, крылья, капот, светотехника, отдельные внешние декоративные элементы. Часть внешнего светового оборудования перевели на светодиоды. Конструктивные изменения кузова и шасси не производились. Конструктивные изменения салона и оборудования также не производились. Обновлена автоматическая коробка передач. Вместо AL4 устанавливается AT8. Новая коробка имеет гидротрансформатор фирмы ZF. Соответственно изменены режимы работы гидротрансформатора, что несомненно улучшило работу АКПП в целом. Планетарная часть АКПП осталась без изменений.
Одновременно с рестайлингом Peugeot вывел на рынок так называемую «микро-гибридную» версию с дизельным мотором е-HDi, системой «старт-стоп» и суперконденсаторами для сохранения энергии. В России обновлённая версия с 1 июля 2011 года.

### Безопасность
Рестайлинговый 308 прошёл тест EuroNCAP на безопасность в 2013 году:
| Euro NCAP                                                            | Euro NCAP | Euro NCAP | Euro NCAP             |
| -------------------------------------------------------------------- | --------- | --------- | --------------------- |
| · общий рейтинг                                                      |           |           |                       |
| 92%                                                                  | 79%       | 64%       | 81%                   |
| взрослый пассажир                                                    | ребёнок   | пешеход   | активная безопасность |
| Протестированная модель: Peugeot 308 1.6 diesel, Level 2, LHD (2013) |           |           |                       |

### Продажи в России
Официально продажи модели стартовали в марте 2008 года. Были предложены модификации: 5-дверный хетчбэк, 5-местный универсал, 7-местный универсал. С 2010 года добавлен 4-местный купе-кабриолет. 3-дверный хетчбэк на рынке России через официальные каналы продаж не предлагался.
Представитель концерна PSA в России — официальный импортёр, компания «Peugeot-Ситроен Рус» — достаточно хаотично тасовала возможные к заказу силовые агрегаты в период продаж модели. Неизменными за всё время продаж были только два: 1.6VTi с пятиступенчатой МКП и 1.6VTi с четырёхступенчатым автоматом. Дизели, турбомоторы и все три шестиступенчатые коробки в разное время отсутствовали в предложении. Турбомоторы не продавались официально в версиях 163, 175 и 200 л. с. Также не продавался мотор 1.4VTi. Дизель 2.0HDi продавался только в 2008—2009 годах и только в версии 136 л. с. Роботизированная коробка, несмотря на общие положительные отзывы продавалась только в 2009—2010 годах. Шестиступенчатый автомат продавался только с 2011 года. Шестиступенчатая механическая коробка предлагалась вместе с дизелем 1.6HDi. Причины этого официально не разглашались.
Первоначально имелось три фиксированных комплектации: «Комфорт-пак», «Премиум» и «Премиум-пак». В дальнейшем была введена комплектация «Спорт», в которой присутствовали некоторые новые элементы декора, и которая была очень близка к средней комплектации «Премиум-пак». После рестайлинга 2011 года названия трёх основных комплектаций поменялись на «Аксесс», «Актив» и «Аллюр» при сохранении комплектации «Спортиум». Купе-кабриолет поставлялся только в одной наивысшей комплектации — «Фелин».
С каждым годом продаж урезался объём предлагаемых дополнительных опций, а каждая комплектация получала чуть более дешёвые элементы интерьера.
С 2010 года стартовала сборка наиболее покупаемых 120-сильных модификаций модели из машинокомплектов на заводе концерна PSA в Калуге. Все российские машины получали пакет опций «Рашн-пак»: дополнительную защиту моторного отсека снизу, аккумулятор повышенной ёмкости, подвеску для тяжёлых условий. Ценность этих опций неоднозначна: машина стала чуть выше и чуть мягче, но потеряла в управляемости. В 2012 году производство этой модели прекращено. Из особенностей: примерно 90 % проданных машин — со 120-сильными моторами VTi; примерно 50 % — в средних комплектациях («Премиум», «Спортиум», «Актив»).

### Автомобили, построенные на базе 308
Для рынков развивающихся стран Peugeot предлагает две дополнительные модели:
- 408 (седан) — колёсная база 2710 мм
- 308 (седан) — стандартная колёсная база

Обе модели построены на базовой платформе 308, с использованием элементов подвески и подрамника. Оснащены моторами предыдущего поколения от Peugeot 307: 1.6 110 л. с. и 2.0 148 л. с., работающими в паре с пятиступенчатой МКП и четырёхступенчатой АКП. Применена подвеска для тяжёлых условий.
Общий уровень исполнения и опций модели 408 соответствует аналогичному в Европе. Возможны к заказу кожаный салон, навигация и мультимедиа. Панорамная стеклянная крыша заменена сдвижным люком. Уровень опций модели 308 седан ограничен и соответствует базовому исполнению европейского 308, расширенному отдельными недорогими опциями. Обе машины предлагаются на таких важных для Peugeot внеевропейских рынках, как Китай и Южная Америка. На 2011 год имелись планы организовать производство модели 308-седан на заводе в Калуге для России.
На базе 308 также построено двухместное купе RCZ, конструктивно целиком и полностью построенное на шасси Peugeot 308 и имеющее силовые агрегаты из общего списка.

### Галерея

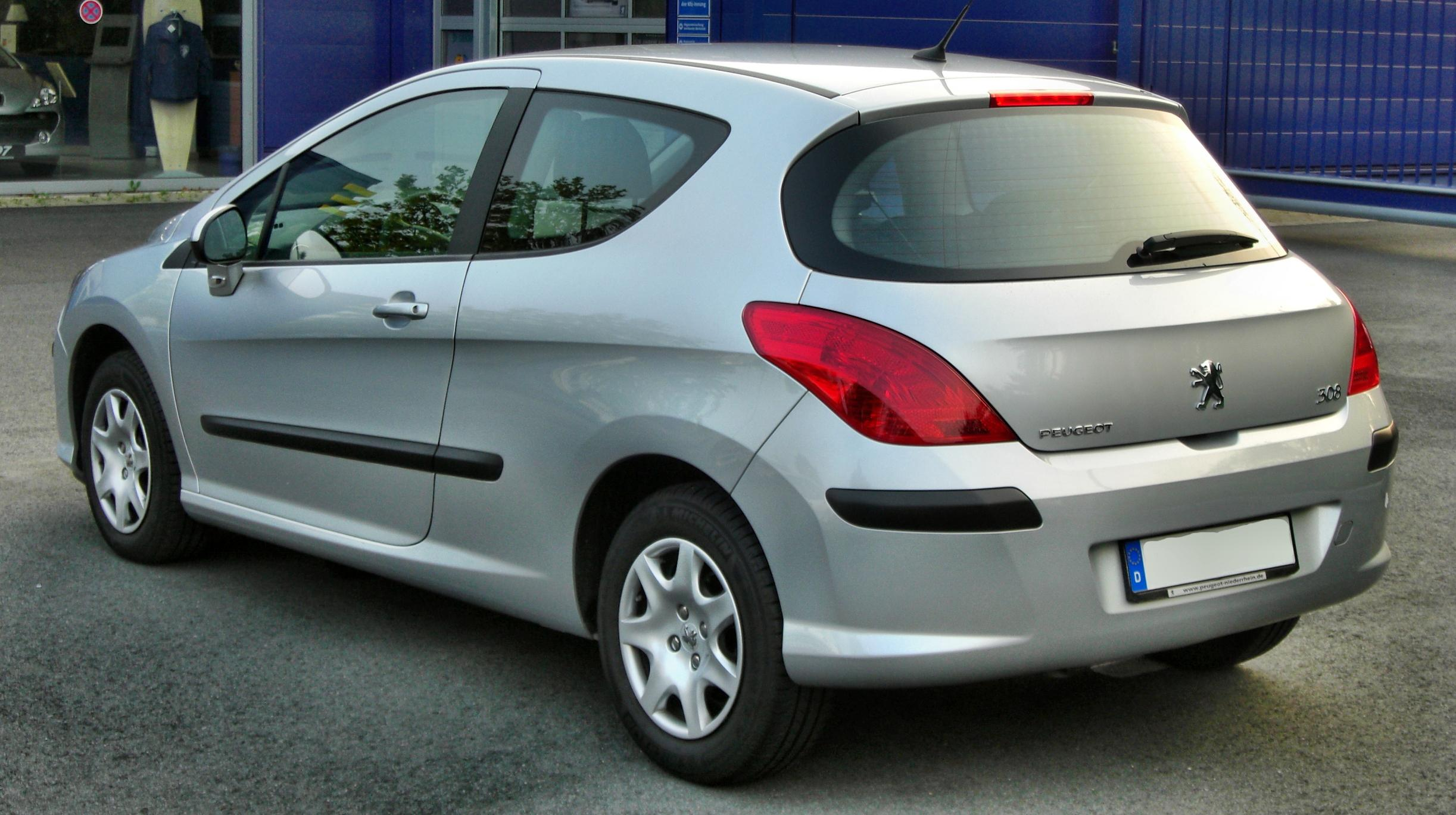
308 3 дв.
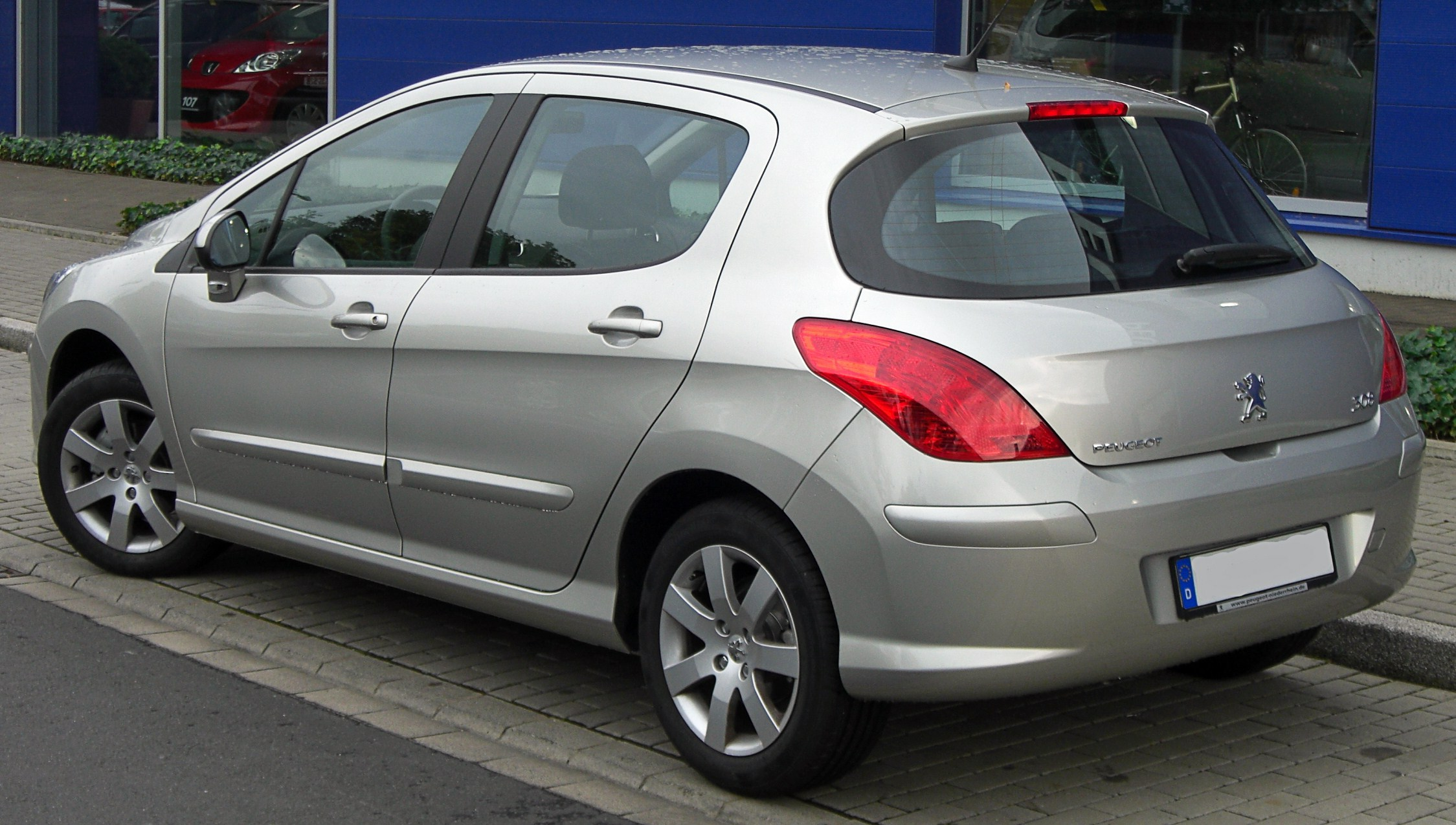
308 5 дв.
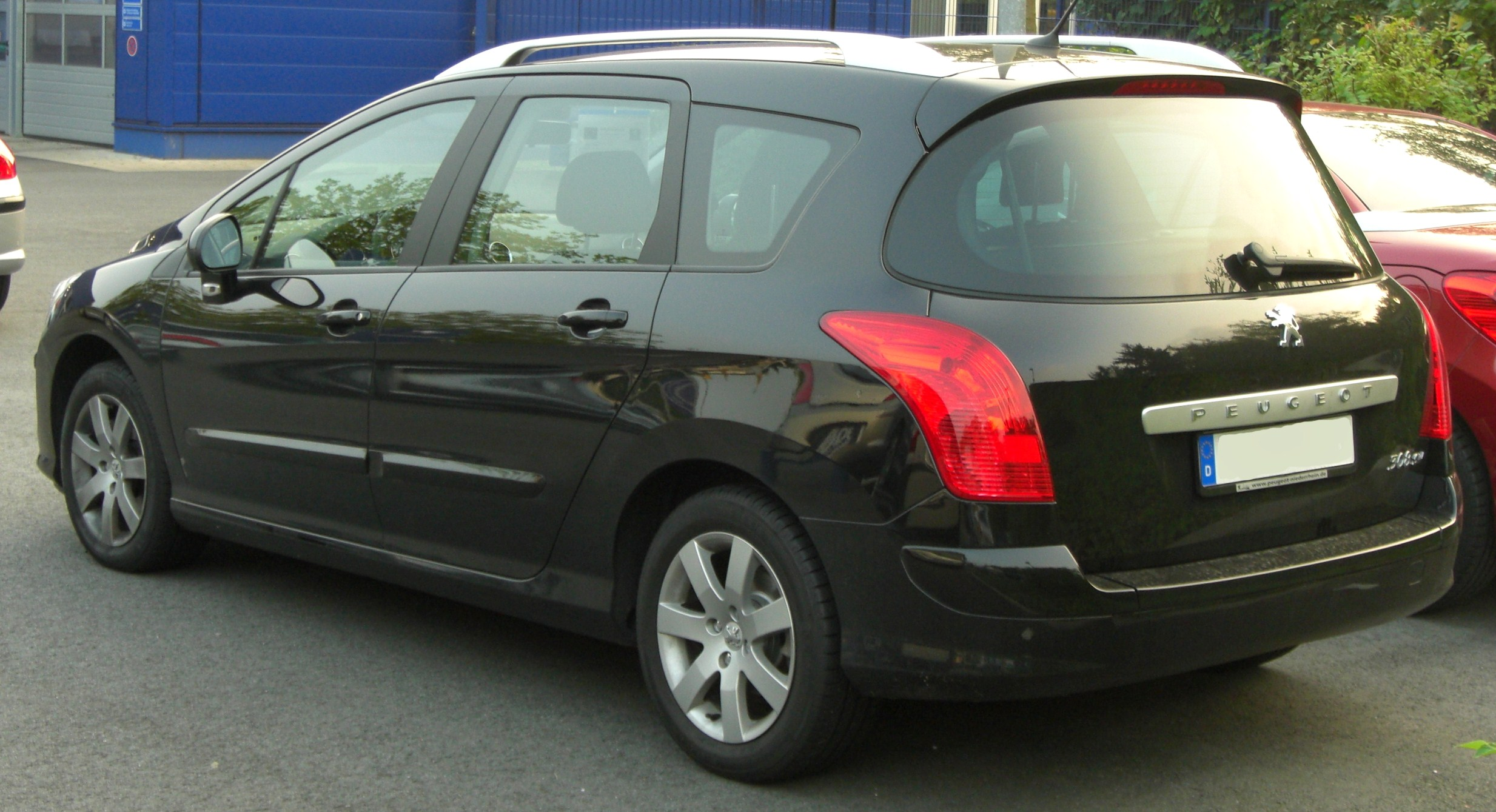
308 SW / Break
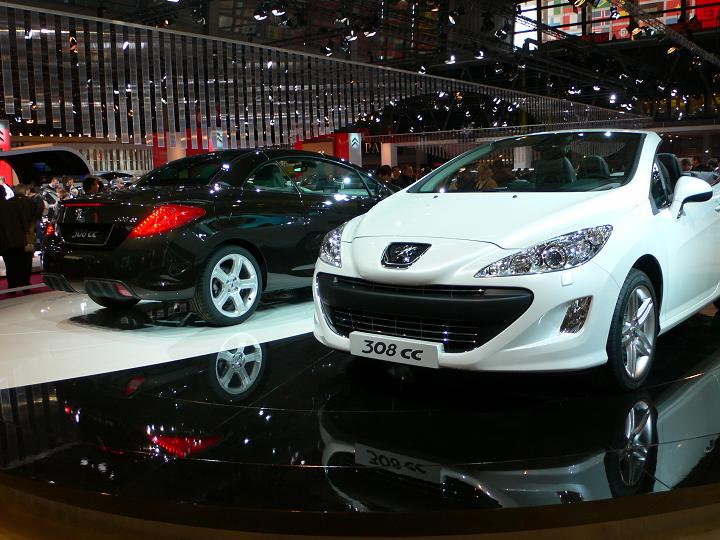
308 CC
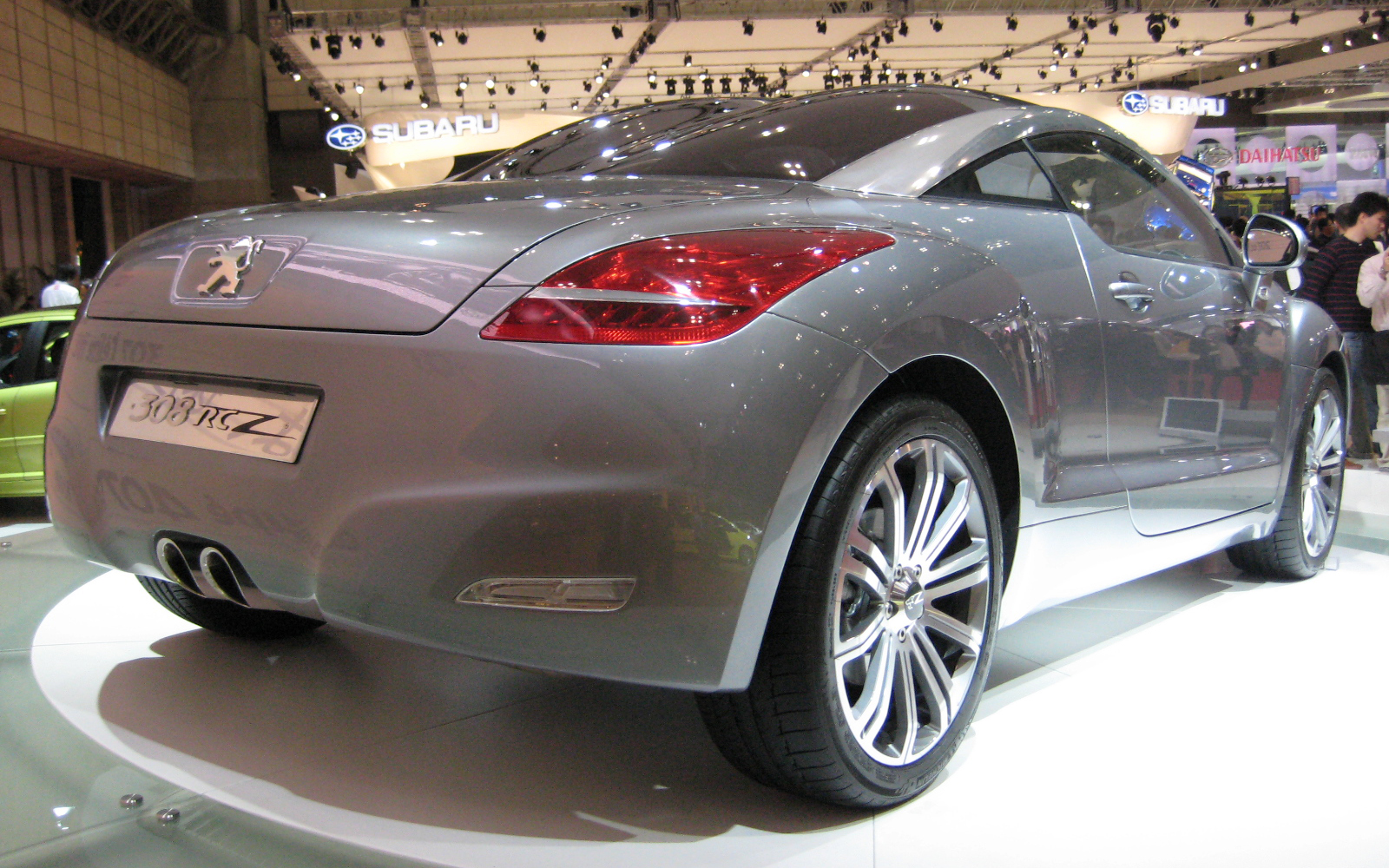
308 RCZ

## Второе поколение
Второе поколение было представлено в августе 2013 года.

## Третье поколение
Третье поколение было представлено в 2021 году.